# Theater in Cronenberg

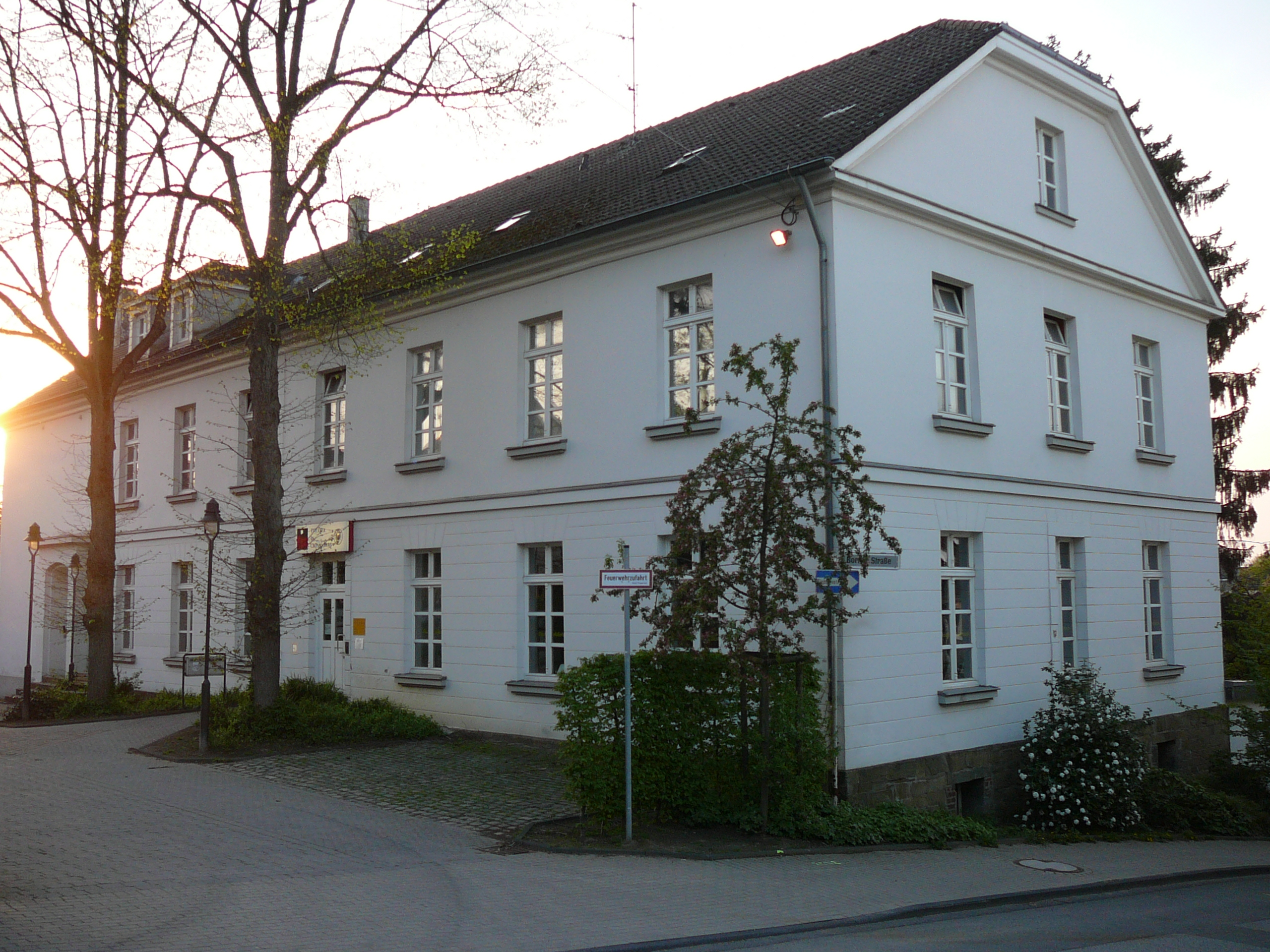
Die ehemalige Borner Schule, der Gründungsort des TiC

Das Theater in Cronenberg (TiC) ist ein als Gemeinnützige GmbH geführtes Theater im Wuppertaler Stadtteil Cronenberg.
Das TiC wurde im Jahr 1986 unweit des Zentrums von Cronenberg in einem 1831 errichteten Schulgebäude, der ehemaligen Borner Schule, im Rahmen eines Kommunikationszentrums gegründet. Der ursprüngliche Name „Theater in der Borner Schule“ (TIBS) wurde nach einem Jahr zugunsten des bis heute gültigen aufgegeben.
Unter der Regie seines ersten künstlerischen Leiters, des Regisseurs Ronald F. Stürzebecher, wurde das Theater am 28. Februar 1986 mit Lope de Vegas Der Ritter vom Mirakel eröffnet. Die Künstler arbeiteten anfangs unentgeltlich oder gegen eine Aufwandsentschädigung. 1988 wurde der TiC-Club gegründet, der das Theater seither unterstützt. Noch heute wird im Theater auch angehenden Schauspielern die Möglichkeit zu einer ersten professionellen Bühnenerfahrung gegeben.
Der Schwerpunkt des Spielplans liegt auf Boulevard-, satirischen und kleinen Musicalaufführungen sowie Produktionen für Kinder und Jugendliche. Es wurden jedoch auch stets Werke des klassischen und ernsten Repertoires aufgeführt. Das Theater verfügt inzwischen über vier Spielstätten mit 70–99 Plätzen.
Seit Ende 2007 wird das Theater in Form einer gemeinnützigen GmbH geführt, die von einem in Wirtschafts- und Finanzthemen kundigen Beirat unterstützt wird. Geschäftsführer der GmbH und damit Leiter des TiC sind der Regisseur Ralf Budde und der Musiker Stefan Hüfner. Mit über 300 Vorstellungen pro Jahr und um die 25.000 Besuchern jährlich erfreut sich das TiC großer Beliebtheit beim Publikum, das auch aus den Nachbarstädten kommt. Das TiC erwirtschaftet 80 % seines Budgets durch den Verkauf von Abonnements und Eintrittskarten. Den übrigen Anteil steuern vor allem die Mitglieder des TiC-Clubs, Sponsoren und Spenden bei. Damit steht das TiC auf soliden finanziellen Füßen. 
Seit 2008 bietet das Tic auch Theaterkurse für Kinder, Jugendliche und Erwachsene an.
Mit der Geschichte des TiC sind einige bekannte Personen des deutschen Fernseh- und Theaterlebens verbunden, darunter Comedian Axel Stein, die Schauspieler Christoph Maria Herbst und Simon Mehlich, die Musicaldarsteller Patrick Stanke, Alen Hodzovic und Patrizia Margagliotta sowie der Sängerin und Moderatorin Luca Vasta; sie alle sammelten Bühnenerfahrungen im TiC.